# Верхній Нольдур
Верхній Нольду́р (рос. Верхний Нольдур, марій. Кӱшыл Нольдӱр) — присілок у складі Куженерського району Марій Ел, Росія. Входить до складу Юледурського сільського поселення.

## Населення
Населення — 169 осіб (2010; 175 у 2002).
Національний склад (станом на 2002 рік):
- марійці — 100 %